# Стифадо
Стифадо (греч. στιφάδο) — греческое блюдо из мяса с луком, приготавливаемое в печи методом тушения. Стифадо часто подаётся на крупных праздниках.

## Ингредиенты
В состав блюда могут входить различные виды мяса: говядина, курятина или, например, осьминог. Однако традиционным вариантом считается стифадо кунели, готовящееся из кролика, который издавна встречался в изобилии в горах Греции. Поскольку мясо одомашненных животных и дичи отличаются по текстуре и вкусовым качествам, в стифадо стали добавлять винный маринад, размягчающий волокна. Мясо тушилось с луком-шалотом, головки которого обжаривались до золотистой корочки.
Не ранее второй половины XIX века в рецепт был включён томатный соус, которым вместе с маринадом из вина начали заливать мясо перед отправкой его на огонь.
В блюдо также добавляют мёд, измельчённый чеснок, оливковое масло, ягоды можжевельника, лавровый лист, холодный куриный бульон, корицу, розмарин, соль, сахар, перец.

## Посуда для приготовления и термическая обработка

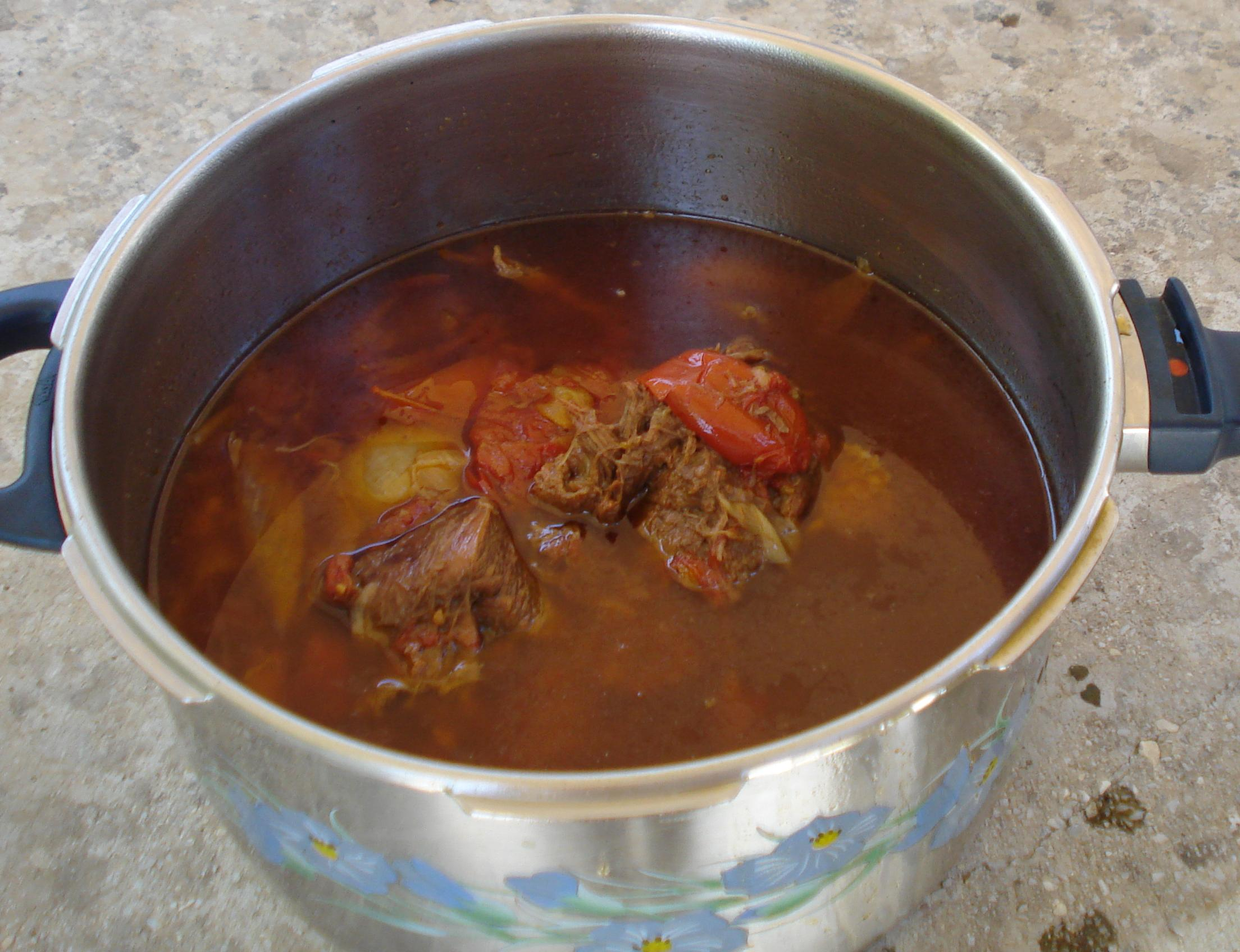
Стифадо в кастрюле

Прежде для приготовления стифадо использовались большие глиняные горшки — в особенности были популярны изделия с острова Пилос, делавшиеся из специальной термостойкой глины. Но со временем для блюда стали применять сковороду или чугунный котёл.
Мясо запекают в расположенной на улице греческой печи с полусферическим сводом, известной ещё с античного периода.
Для розжига берут ветви оливы, сосны или кипариса, благодаря чему блюдо насыщается приятным смоляным ароматом; а на островах Греции для этого может быть использована даже сухая виноградная лоза.
Поставленное с вечера в печь мясо будет постепенно томиться в ней до утра.